# Raionul Markivka, Luhansk
Markivka (în ucraineană Марківський район, transliterat: Markivskîi raion) este un raion în regiunea Luhansk, Ucraina. Reședința sa este așezarea de tip urban Markivka.

## Demografie
Componența lingvistică a raionului Markivka
     Ucraineană (93,78%)
     Rusă (5,8%)
     Alte limbi (0,11%)
Conform recensământului din 2001, majoritatea populației raionului Markivka era vorbitoare de ucraineană (93,78%), existând în minoritate și vorbitori de rusă (5,8%).